# Cerozodus nodicornis
Cerozodus nodicornis är en tvåvingeart som först beskrevs av Christian Rudolph Wilhelm Wiedemann 1828.  Cerozodus nodicornis ingår i släktet Cerozodus och familjen rovflugor. Inga underarter finns listade i Catalogue of Life.